# Bruno Ferrari
Bruno Ferrari Olívio (Catanduva, 17 de abril de 1982) é um ator brasileiro.

## Carreira
Começou sua carreira em 1999 com o espetáculo Que Acidente Somos Nós e no mesmo ano iniciou o curso de teatro na Casa das Artes de Laranjeiras. Em 2000 participou do filme Parusia onde conheceu Antônio Abujamra que o convidou para participar da companhia 'Os muros não falam'. No ano de 2002 fez sua estreia na tv com o personagem Guto na novela Sabor da Paixão de Ana Maria Moretzsohn. Integrou o elenco do espetáculo O Dia em que Jonh Lennon morreu  texto de Ricardo Linhares em 2002. Em 2003 fez a novela Celebridade de Gilberto Braga e no mesmo ano atuou em Beijos de Verão de  Domingos  Oliveira, com direção de Eduardo Wotzik. Em 2004 participou do seriado Malhação.
Em 2006 assina o contrato na Rede Record com Cidadão Brasileiro novela de Lauro César Muniz, em 2007 integrou o elenco da novela Luz do Sol de Ana Maria Moretzsohn  e em 2008 atuou em Chamas da Vida novela dirigida por Edgar Miranda , no mesmo ano fez a peça Limpe todo sangue antes manche o carpete, de Jô Bilac, com direção de Vinícius Arneiro. Em 2009 protagonizou a novela  Bela a Feia a convite de  Edson Spinello, onde recebeu o premio “Troféu  Imprensa” de melhor ator. Ainda em 2010 fez Ensaio Aberto com texto e direção de Eduardo Wotzik, Em 2011 participou e dois espetáculos  Eva Futura com direção e adaptação de Denise Bandeira e O Gato Branco de Jô Bilac, com direção de João Fonseca. Em 2012 participou do espetáculo Não sobre rouxinóis de Tennessee Williams, com direção de João Fonseca e Vinicius Arneiro. Em 2013 participou da novela Balacobaco, interpretando o grande vilão Norberto Botelho. No mesmo ano fez a peça Fish&Chipscom direção de Ary Coslov. Em 2014 protagonizou a novela Vitória de Cristiane Fridman, juntamente com Thaís  Melchior, Juliana Silveira Gabriel Gracindo 
Em 2015, assinou o contrato para voltar a Rede Globo e em 2016 fez a sua primeira novela após o retorno a emissora, Liberdade Liberdade, em que fez par romântico com Andreia Horta, como o revolucionário Xavier. Em 2017, interpreta Vicente em Tempo de Amar, seu personagem acabou fazendo tanto sucesso, e sua química com Vitória Strada, fez com que ele fosse alçado como protagonista da trama.  Em 2019, viveu Célio no quarto episódio de Sob Pressão.

## Vida pessoal
Entre 2003 e 2004, namorou a atriz Giselle Policarpo, com quem contracenou na peça Beijos de Verão. No mesmo ano, durante as gravações de décima primeira temporada de Malhação, começou a namorar a a atriz Graziella Schmitt, terminando o relacionamento em 2011, após sete anos juntos. No mesmo ano, começou a namorar a atriz Paloma Duarte, com quem se casou em segredo em 2012. No dia 25 de março de 2016, nasceu Antônio, o primeiro filho do casal.

## Filmografia

### Televisão
| Ano  | Título                   | Personagem                           | Notas                                       |
| ---- | ------------------------ | ------------------------------------ | ------------------------------------------- |
| 2002 | Malhação                 | Fábio                                | Episódio: "18 de maio"                      |
| 2002 | Sabor da Paixão          | Gustavo Reis (Guto)                  |                                             |
| 2002 | Papo Irado               | Iago                                 | Episódio: "Mãe"                             |
| 2003 | Celebridade              | Fábio Vasconcelos Amorim             | Episódios: "13 de outubro–22 de novembro"   |
| 2004 | Malhação                 | Carlos Eduardo Gomes da Silva (Cadu) | Temporada 11                                |
| 2006 | Cidadão Brasileiro       | Marcello Salles Jordão               |                                             |
| 2007 | Luz do Sol               | Pedro Villa Nova                     |                                             |
| 2008 | Chamas da Vida           | Tomás Oliveira Santos                |                                             |
| 2009 | Bela, a Feia             | Rodrigo Ávila                        |                                             |
| 2012 | Balacobaco               | Norberto Botelho                     |                                             |
| 2014 | Milagres de Jesus        | Tobias                               | Episódio: "O Inválido do Tanque de Betesda" |
| 2014 | Vitória                  | Artur Menezes Ramos                  |                                             |
| 2016 | Liberdade, Liberdade     | Xavier Almeida                       |                                             |
| 2017 | Perrengue                | Tiago                                |                                             |
| 2017 | Tempo de Amar            | Vicente Gomes da Rocha               |                                             |
| 2019 | Sob Pressão              | Celio                                | Episódio: "23 de maio"                      |
| 2019 | Impuros                  | Fernando Cavalieri                   | Temporada 2                                 |
| 2020 | Matches                  | Gabriel Victor                       |                                             |
| 2020 | Salve-se Quem Puder      | Rafael Guimarães                     |                                             |
| 2022 | Detetives do Prédio Azul | Homem da Sopa                        | Episódio "Sopa de Pedra"                    |

### Cinema
| Ano  | Título                      | Personagem       |
| ---- | --------------------------- | ---------------- |
| 2001 | Parusia                     | Avião            |
| 2018 | 1817: A Revolução Esquecida | Domingos Martins |
| 2023 | O Porteiro                  | Síndico Astolfo  |

## Teatro
| Ano     | Peça                                         | Personagem  |
| ------- | -------------------------------------------- | ----------- |
| 2002    | Que Acidente Somos Nós                       |             |
| 2003    | O Dia em que John Lennon Morreu              |             |
| 2003–06 | Beijos de Verão                              | Narciso     |
| 2004    | Amigos Declamam Domingos                     |             |
| 2005    | Beijo na Boca                                |             |
| 2008    | Limpe todo Sangue Antes que Manche o Carpete |             |
| 2010    | Ensaio Aberto                                | Guilherme   |
| 2011    | Eva futura                                   | Lorde Ewald |
| 2011    | O Gato Branco                                | Michel      |
| 2012    | Não Sobre Rouxinóis                          | Butch       |
| 2013    | Fish & Chips                                 |             |

## Prêmios e indicações
| Ano  | Prêmio                       | Categoria               | Indicação           | Resultado |
| ---- | ---------------------------- | ----------------------- | ------------------- | --------- |
| 2008 | Melhores do UOL e PopTevê    | Melhor Ator             | Chamas da Vida      | Indicado  |
| 2009 | Prêmio Contigo! de TV        | Melhor Ator Coadjuvante | Chamas da Vida      | Indicado  |
| 2010 | Troféu Internet              | Melhor Ator             | Bela a Feia         | Venceu    |
| 2010 | Prêmio Tudo de Bom - O Dia   | Melhor Ator             | Bela a Feia         | Indicado  |
| 2012 | Melhores do UOL e PopTevê    | Melhor Ator             | Balacobaco          | Indicado  |
| 2013 | Prêmio Contigo! de TV        | Melhor Ator             | Balacobaco          | Indicado  |
| 2015 | Prêmio Contigo! de TV        | Melhor Ator             | Vitória             | Indicado  |
| 2018 | Prêmio Extra de Televisão    | Melhor Ator             | Tempo de Amar       | Indicado  |
| 2020 | Melhores do Ano Minha Novela | Melhor Ator de Novela   | Salve-se Quem Puder | Indicado  |